# Gdyel
Gdyel (în arabă قديل) este o comună din provincia Oran, Algeria.
Populația comunei este de 39.129 de locuitori (2009).